# John Gomez
John Paul Gomez (ur. 23 maja 1986) – filipiński szachista, arcymistrz od 2009 roku.

## Kariera szachowa
Zasady gry w szachy poznał w wieku 3 lat. Trzykrotnie (2000, 2001, 2006) zwyciężał w mistrzostwach Filipin juniorów, był również kilkukrotnym reprezentantem kraju na mistrzostwach świata juniorów w różnych kategoriach wiekowych. W najlepszym w jego dotychczasowej karierze, 2008 roku, zdobył w Mandaluyong City tytuł indywidualnego mistrza Filipin oraz zadebiutował w narodowej drużynie na rozegranej w Dreźnie szachowej olimpiadzie (w obu tych turniejach zdobywając normy arcymistrzowskie).
Najwyższy ranking w dotychczasowej karierze osiągnął 1 listopada 2013 r., z wynikiem 2541 punktów zajmował wówczas 4. miejsce wśród filipińskich szachistów.